# Norra kyrkogården, Visby

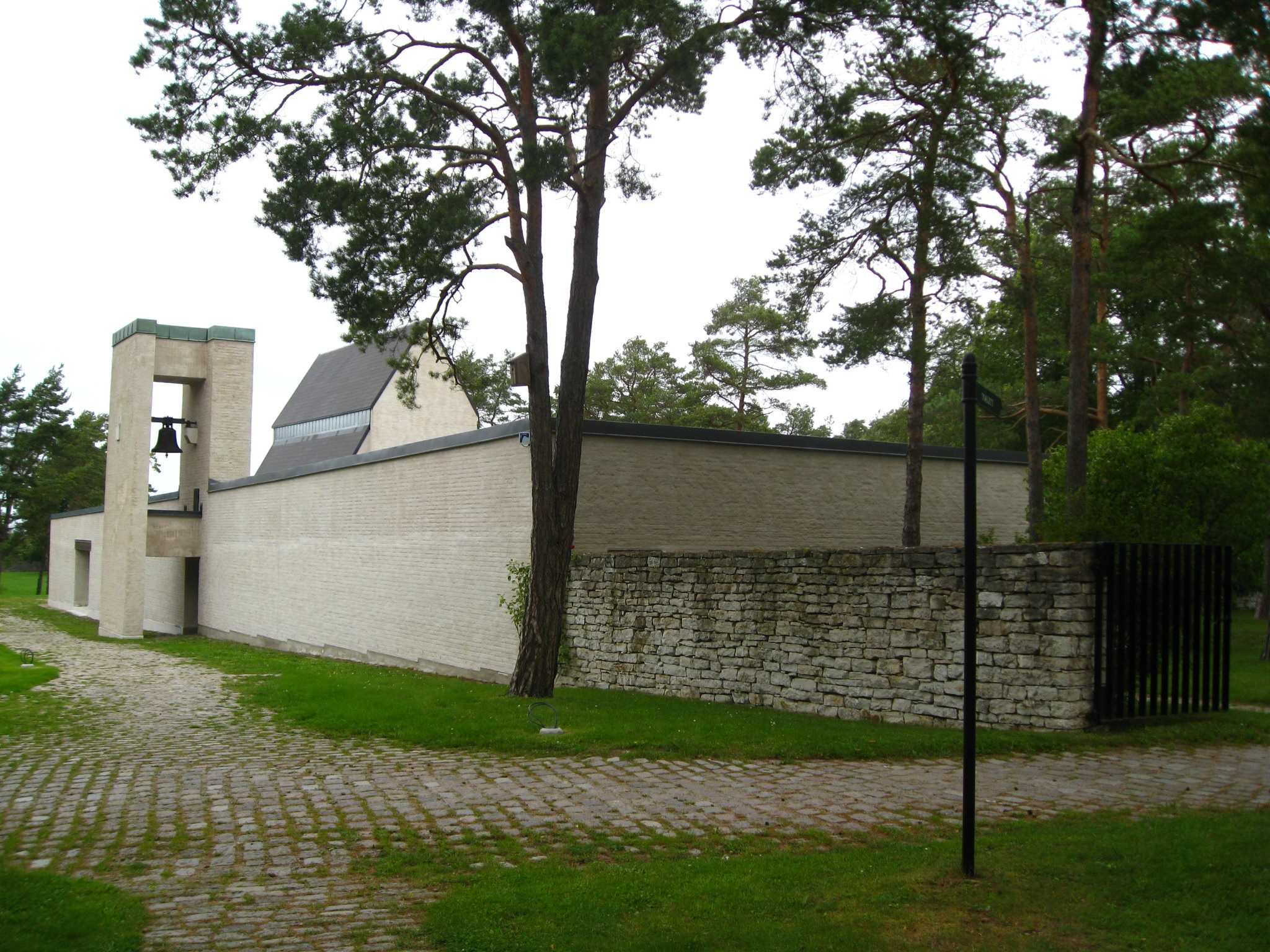
Allhelgonakapellet med krematorium och klockstapel.

Norra kyrkogården är en cirka nio hektar stor kyrkogård i Visby som invigdes den 6 augusti 1916 av biskop Knut Henning Gezelius von Schéele. Det är Gotlands största begravningsplats och ritades av trädgårdsdirektör Wihelm Ekman som var verksam vid Norra begravningsplatsen i Stockholm. Den gavs en tysk-engelsk utformning med slingrande gångar som utgår från en central plats. Ursprungligen skulle vid denna centrala plats ett kapell stå, men det byggdes aldrig. År 1967 tillkom kyrkogårdens kapell Allhelgonakapellet på annan plats. Samma år utvidgades även kyrkogården söderut i enlighet med ritningar av stadsarkitekt Arne Philip och kyrkogårdschef Sixten Frank. I detta utvidgade område anlades Gotlands första urnkvarter och en minneslund. Den invigdes den 4 november 1967 av biskop Olof Herrlin.
En ny utvidgning gjordes norrut i början på 1990-talet efter ritningar från kyrkogårdskonsulent Lennart Lundqvist. Han hade hämtat inspiration från de två tidigare delarna av kyrkogården. Denna invigning skedde den 30 oktober 1993 av biskop Biörn Fjärstedt. Han invigde även 2001 en mindre utökning öster om den senaste utvidgningen med askgravar och en barnminnesplats. Denna del av kyrkogården har en mera vildvuxen natur- och ängskaraktär och har formgivits och anlagts i egen regi.

## Kända begravda personer
- Algot Anderberg
- Nils Bolin
- Berthil Bonde
- Per-Ove Carlsson
- Alfred von Corswant
- Allon de Jounge
- Thore Fries
- Robert Herlitz
- Mathias Klintberg
- Kjell Knekta
- Bengt Ljunggren
- Friedrich Mehler
- Richard Steffen
- Ville Waldener